# Democracia Ourensana
Democracia Ourensana (DO; en español, «Democracia Orensana») es un partido político español de carácter provincial que se presenta a las elecciones en el ámbito de la provincia de Orense. Desde el año 2019, ostenta la alcaldía de la ciudad de Orense.

## Historia

### 2001-2011: primeros años

#### Fundación del partido y del canal de televisión
Se fundó en 2001 en torno al canal de televisión local Auria TV por Gonzalo Pérez Jácome junto a Armando Ojea, Manuel Álvarez, Rebeca Santos y Juan Carlos Fasero.

#### Primeros años en la oposición
Gonzalo Pérez Jácome fue el candidato de Democracia Ourensana a la alcaldía de Orense en las elecciones de 2003 y 2007 pero no logró representación. En 2011, el partido entró en la corporación municipal al lograr 2 concejales, Jácome y Susana Gómez Valencia.

### 2011-2020: consolidación en la oposición y cogobierno con el PPdeG

#### Renuncia de Susana Gómez Valencia
En 2015, Susana Gómez Valencia renunció a su cargo en el Ayuntamiento y abandonó el partido por desacuerdo con el líder de la formación.

#### Elecciones municipales de 2015
En las elecciones municipales de 2015, el partido recibió un total de 14.746 votos en la provincia, lo que le valió para conseguir 8 concejales en Orense, 2 en Barbadás y otros dos en Pereiro de Aguiar. Además, Gonzalo Pérez Jácome entró a formar parte de la Diputación de Orense como diputado junto a Armando Ojea.

#### Elecciones municipales de 2019
En las elecciones municipales de 2019, Democracia Ourensana obtiene 7 concejales en el ayuntamiento de Orense, y el 15 de junio el candidato Gonzalo Pérez Jácome fue investido como alcalde de la ciudad con el apoyo del PPdeG. También logró un concejal en Barbadás y otro en Pereiro de Aguiar.

#### Crisis del ayuntamiento de Orense de 2020
El 28 de agosto de 2020, una denuncia de cinco concejales de su grupo de gobierno hacia su propio partido, llevó al Ayuntamiento de Orense a quedar gobernado con solo 2 concejales de 27, rompiendo el pacto de gobierno con el PPdeG.

### 2022-2023: Gobierno en minoría y se convierte en la primera fuerza política de la ciudad de Orense

#### Mejor resultado electoral y segundo mandato en la alcaldía
El 28 de mayo de 2023 en las elecciones municipales, Democracia Ourensana obtiene los mejores resultados de su historia en la ciudad de Orense, obteniendo 10 concejales, 3 más que en 2019 y 18.450 votos (33,83%), además mantuvo un concejal en Barbadás.
Después de esto, se iniciarían una serie de negociaciones marcadas por la incertidumbre y la negativa de las corporaciones locales de PSOE, PP y BNG de negociar con Jácome, sin embargo, una hora antes de la sesión de investidura se alcanzaría un acuerdo entre Democracia Ourensana y la dirección del PPdeG para que gobernarse la lista más votada en el Ayuntamiento de Ourense y la Diputación Provincial de Orense. 
Siendo finalmente, el 17 de junio de 2023 reelecto el líder de D.O, Gonzalo Pérez Jácome, como alcalde de la ciudad de Orense.

#### Elecciones a la Junta de Galicia
Democracia Ourensana consiguió un diputado en las elecciones al Parlamento de Galicia de 2024. Armando Ojea fue el diputado electo.

## Resultados electorales

### Elecciones alParlamento de Galicia
| Elecciones | Candidato                  | Votos  | % de votos | Escaños | Posición |
| ---------- | -------------------------- | ------ | ---------- | ------- | -------- |
| 2005       |                            | 623    | 0,04%      | 0/75    | 11       |
| 2009       | Manuel Álvarez             | 1.066  | 0,06%      | 0/75    | 12       |
| 2012       | Rafael Martínez Cachafeiro | 4.203  | 0,29%      | 0/75    | 10       |
| 2016       | Miguel Caride              | 7.723  | 0,54%      | 0/75    | 7        |
| 2024       | Armando Ojea               | 15.312 | 1,03%      | 1/75    | 4        |

### Elecciones municipales

#### Orense
| Elecciones | Candidato            | Votos  | % de votos | Concejales | +/- |
| ---------- | -------------------- | ------ | ---------- | ---------- | --- |
| 2003       | Gonzalo Pérez Jácome | 284    | 0,46%      | 0/27       | =   |
| 2007       | Gonzalo Pérez Jácome | 1.757  | 2,84%      | 0/27       | =   |
| 2011       | Gonzalo Pérez Jácome | 4.529  | 7,95%      | 2/27       | +2  |
| 2015       | Gonzalo Pérez Jácome | 13.451 | 25,45%     | 8/27       | +6  |
| 2019       | Gonzalo Pérez Jácome | 11.913 | 21,54%     | 7/27       | -1  |
| 2023       | Gonzalo Pérez Jácome | 18.450 | 33,83%     | 10/27      | +3  |

#### Barbadanes
| Elecciones | Votos | % de votos | Concejales | +/- |
| ---------- | ----- | ---------- | ---------- | --- |
| 2015       | 630   | 11,73%     | 2/17       | +2  |
| 2019       | 499   | 8,78%      | 1/17       | -1  |
| 2023       | 460   | 8,26%      | 1/17       | 0   |

#### Pereiro de Aguiar
| Elecciones | Votos | % de votos | Concejales | +/- |
| ---------- | ----- | ---------- | ---------- | --- |
| 2015       | 437   | 12,66%     | 2/13       | +2  |
| 2019       | 261   | 6,71%      | 1/13       | -1  |
| 2023       | 185   | 4,87%      | 0/13       | -1  |